# U-17-Fußball-Südamerikameisterschaft der Frauen 2012
Die U-17-Fußball-Südamerikameisterschaft der Frauen 2012 fand vom 9. bis zum 25. März 2012 statt. Es war die dritte Ausgabe des Turniers.
Der Turniersieger sowie die Zweit- und Drittplatzierten qualifizierten sich für die U-17-Weltmeisterschaft 2012 in Aserbaidschan. Aus der Veranstaltung ging die U-17 Brasiliens zum zweiten Mal als Sieger hervor. Torschützenkönigin des Turniers war mit neun erzielten Treffern die Uruguayerin Yamila Badell.

## Spielorte
Die Partien der U-17-Südamerikameisterschaft fanden in drei Stadien statt.
- Estadio Olímpico Patria – Sucre – 32.000 Plätze
- Estadio Ramón Tahuichi Aguilera – Santa Cruz de la Sierra – 38.000 Plätze
- Estadio Gilberto Parada – Montero – 13.000 Plätze

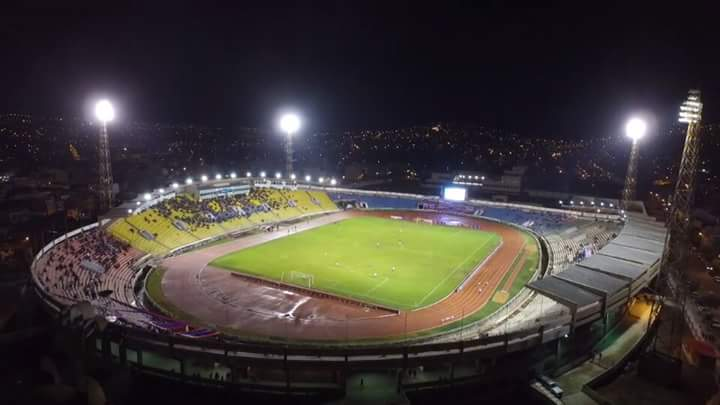
Estadio Olímpico Patria
Estadio Ramón Tahuichi Aguilera
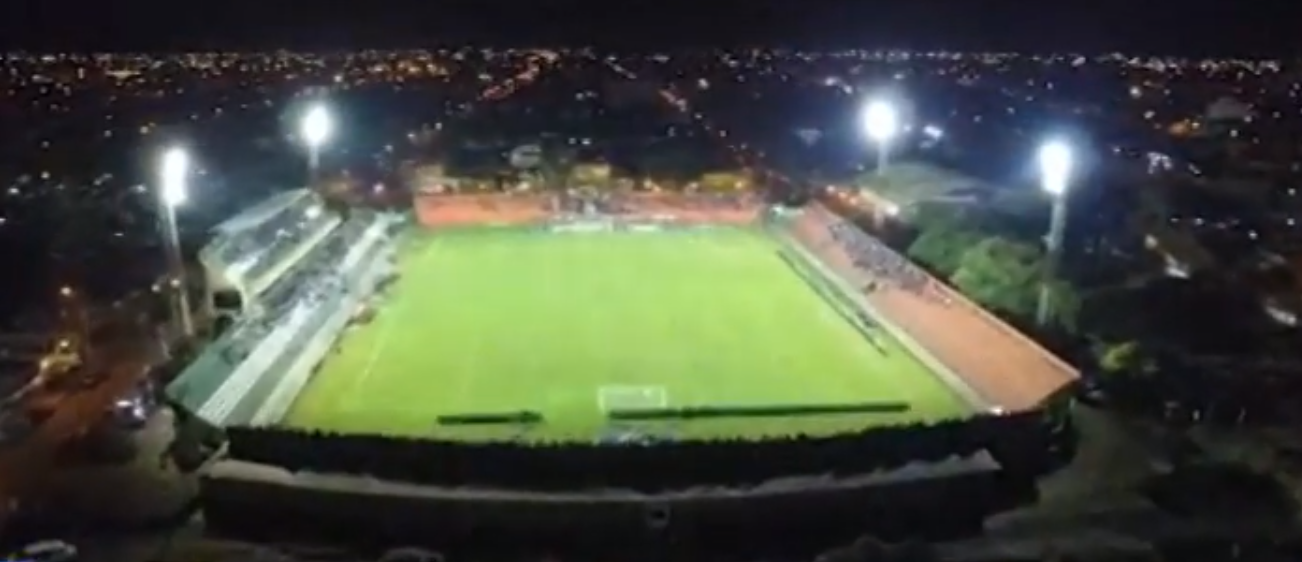
Estadio Gilberto Parada

## Modus
Gespielt wurde eine Vorrunde in zwei Fünfer-Gruppen. Die anschließende Finalphase mit den zwei gruppenbesten Mannschaften wurde im Gruppenmodus ausgetragen.
Es nahmen am Turnier die Nationalmannschaften Argentiniens, Boliviens, Brasiliens, Chiles, Ecuadors, Kolumbiens, Paraguays, Perus, Uruguays und Venezuelas teil.

## Vorrunde

### Gruppe A
| Pl.                             | Land        | Sp. | S | U | N | Tore    | Diff. | Punkte |
| ------------------------------- | ----------- | --- | - | - | - | ------- | ----- | ------ |
| 1.                              | Uruguay     | 4   | 4 | 0 | 0 | 013:500 | +8    | 12     |
| 2.                              | Argentinien | 4   | 3 | 0 | 1 | 008:400 | +4    | 09     |
| 3.                              | Ecuador     | 4   | 1 | 1 | 2 | 007:110 | −4    | 04     |
| 4.                              | Bolivien    | 4   | 1 | 0 | 3 | 010:110 | −1    | 03     |
| 5.                              | Peru        | 4   | 0 | 1 | 3 | 004:110 | −7    | 01     |
| Qualifiziert für die Finalrunde |             |     |   |   |   |         |       |        |

|                         |   |             |           |
| 10.3. in Estadio Patria |   |             |           |
| Argentinien             | – | Ecuador     | 1:0 (1:0) |
| Bolivien                | – | Peru        | 4:1 (2:0) |
| 12.3. in Estadio Patria |   |             |           |
| Argentinien             | – | Peru        | 3:0 (3:0) |
| Ecuador                 | – | Uruguay     | 2:7 (1:3) |
| 14.3. in Estadio Patria |   |             |           |
| Peru                    | – | Ecuador     | 1:1 (0:1) |
| Uruguay                 | – | Bolivien    | 2:1 (0:1) |
| 16.3. in Estadio Patria |   |             |           |
| Uruguay                 | – | Argentinien | 1:0 (1:0) |
| Ecuador                 | – | Bolivien    | 4:2 (2:0) |
| 18.3. in Estadio Patria |   |             |           |
| Peru                    | – | Uruguay     | 2:3 (2:2) |
| Bolivien                | – | Argentinien | 3:4 (1:4) |

### Gruppe B
| Pl.                             | Land      | Sp. | S | U | N | Tore    | Diff. | Punkte |
| ------------------------------- | --------- | --- | - | - | - | ------- | ----- | ------ |
| 1.                              | Brasilien | 4   | 4 | 0 | 0 | 024:100 | +23   | 12     |
| 2.                              | Kolumbien | 4   | 3 | 0 | 1 | 009:600 | +3    | 09     |
| 3.                              | Venezuela | 4   | 2 | 0 | 2 | 007:700 | ±0    | 06     |
| 4.                              | Paraguay  | 4   | 1 | 0 | 3 | 004:140 | −10   | 03     |
| 5.                              | Chile     | 4   | 0 | 0 | 4 | 001:170 | −16   | 0      |
| Qualifiziert für die Finalrunde |           |     |   |   |   |         |       |        |

|                           |   |           |           |
| 9.3. in Estadio Tahuichi  |   |           |           |
| Kolumbien                 | – | Venezuela | 2:1 (0:1) |
| Brasilien                 | – | Paraguay  | 7:0 (1:0) |
| 11.3. in Estadio Parada   |   |           |           |
| Paraguay                  | – | Kolumbien | 0:3 (0:0) |
| Chile                     | – | Venezuela | 0:3 (0:2) |
| 13.3. in Estadio Tahuichi |   |           |           |
| Kolumbien                 | – | Chile     | 3:0 (1:0) |
| Venezuela                 | – | Brasilien | 0:3 (0:0) |
| 15.3. in Estadio Tahuichi |   |           |           |
| Paraguay                  | – | Chile     | 2:1 (1:1) |
| Brasilien                 | – | Kolumbien | 5:1 (3:1) |
| 17.3. in Estadio Parada   |   |           |           |
| Venezuela                 | – | Paraguay  | 3:2 (3:0) |
| Chile                     | – | Brasilien | 0:9 (0:5) |

## Finalrunde
| Pl.                                                                                            | Land        | Sp. | S | U | N | Tore    | Diff. | Punkte |
| ---------------------------------------------------------------------------------------------- | ----------- | --- | - | - | - | ------- | ----- | ------ |
| 1.                                                                                             | Brasilien   | 3   | 3 | 0 | 0 | 009:200 | +7    | 09     |
| 2.                                                                                             | Uruguay     | 3   | 2 | 0 | 1 | 006:400 | +2    | 06     |
| 3.                                                                                             | Kolumbien   | 3   | 1 | 0 | 2 | 006:500 | +1    | 03     |
| 4.                                                                                             | Argentinien | 3   | 0 | 0 | 3 | 003:130 | −10   | 0      |
| U-17-Südamerikameister und qualifiziert für die U-17-WM 2012 Qualifiziert für die U-17-WM 2012 |             |     |   |   |   |         |       |        |

|                         |   |             |           |
| 21.3. in Estadio Patria |   |             |           |
| Uruguay                 | – | Kolumbien   | 2:1 (1:0) |
| Brasilien               | – | Argentinien | 5:1 (2:1) |
| 23.3. in Estadio Patria |   |             |           |
| Uruguay                 | – | Argentinien | 4:2 (0:0) |
| Brasilien               | – | Kolumbien   | 3:1 (1:1) |
| 25.3. in Estadio Patria |   |             |           |
| Argentinien             | – | Kolumbien   | 0:4 (0:1) |
| Uruguay                 | – | Brasilien   | 0:1 (0:1) |